# 瓶ヶ森林道

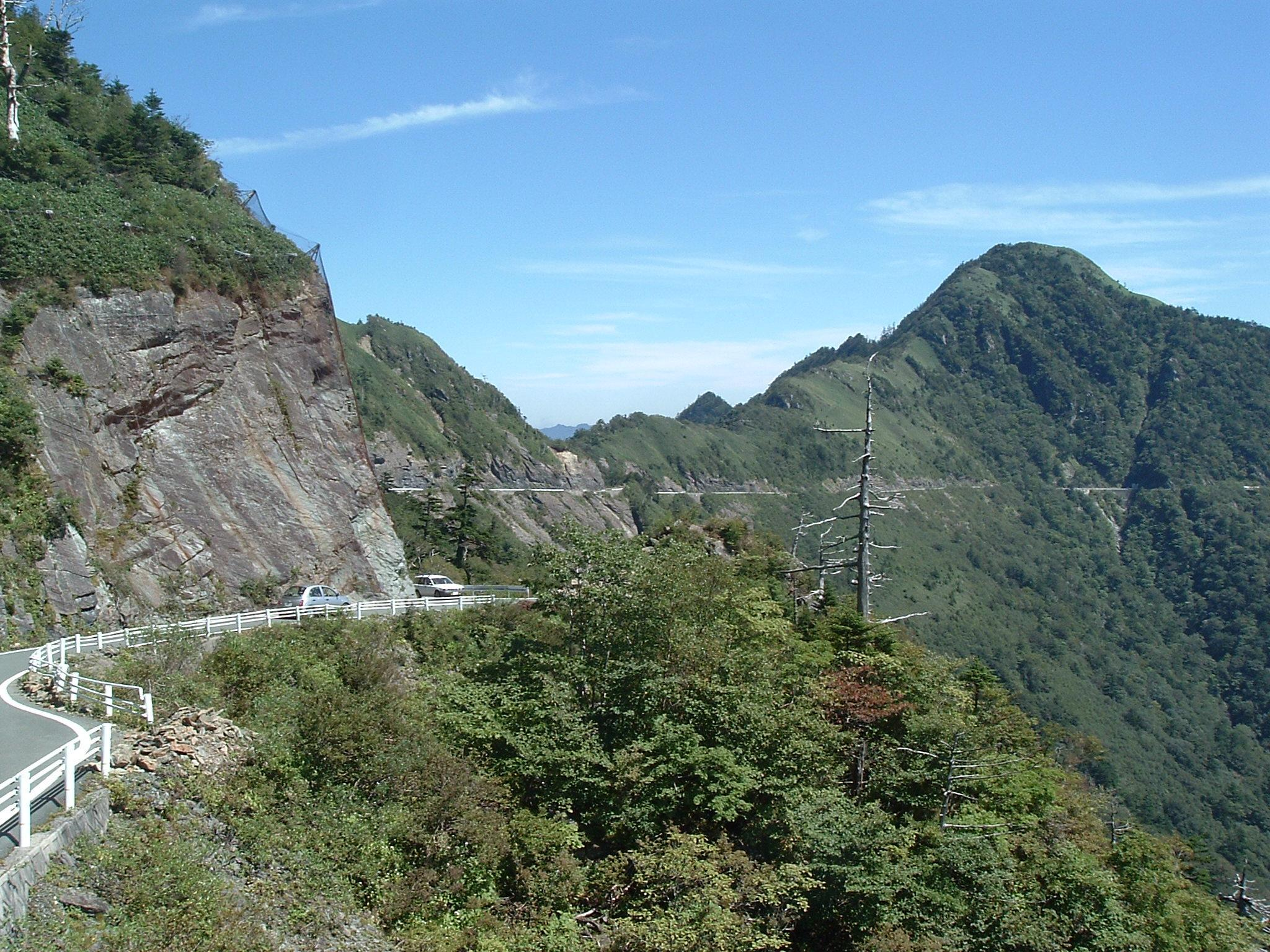
瓶ヶ森林道最高地点から西黒森

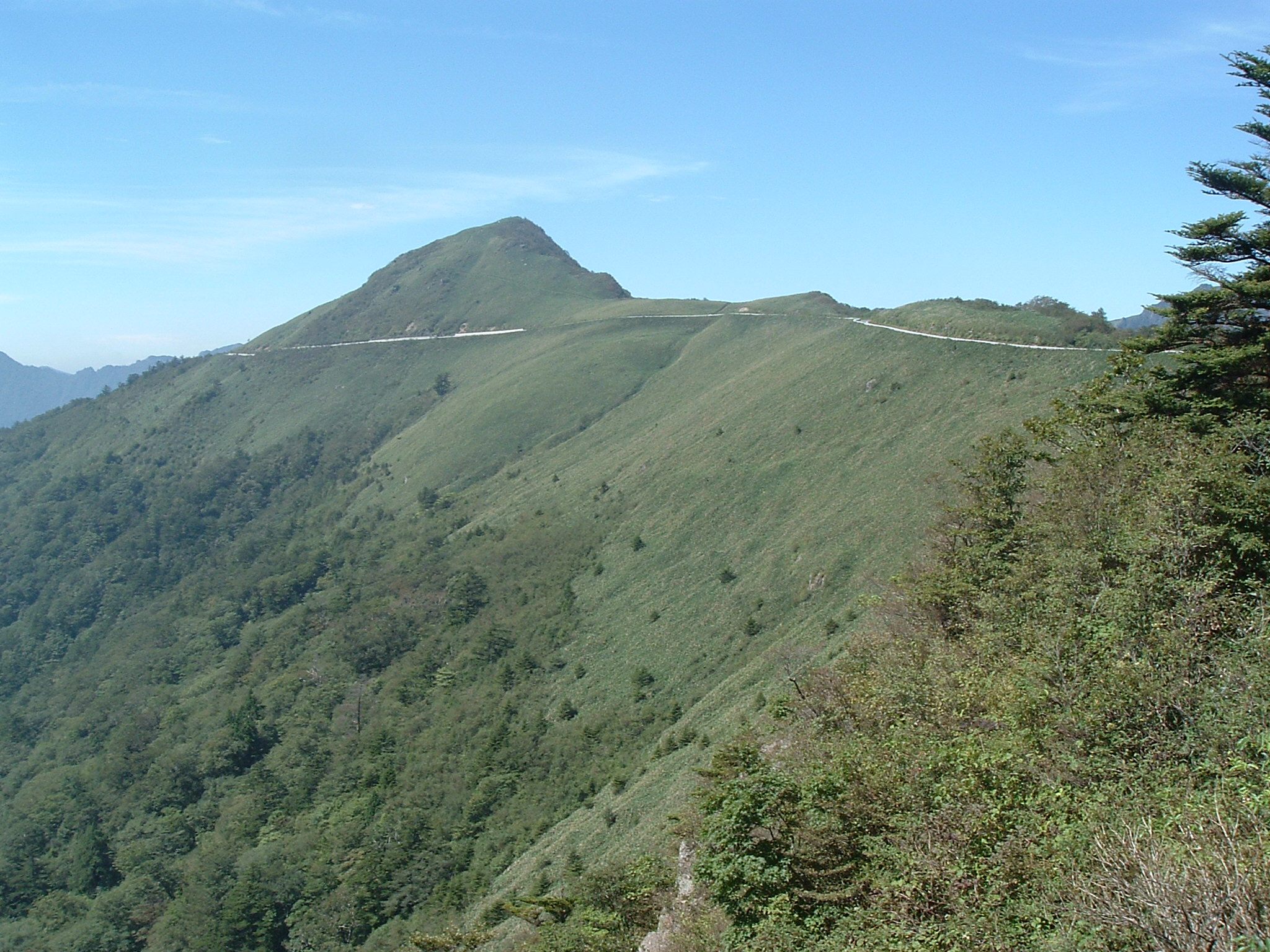
自念子の頭

瓶ヶ森林道（かめがもりりんどう）は、高知県吾川郡いの町にある林道。正式名称はいの町道瓶ヶ森線、地元ではUFOライン、町道瓶ヶ森線とも呼ばれる。瓶ヶ森沿いの尾根を走る道。旧寒風山トンネル高知県側出口より、石鎚スカイライン終点まで延長27キロメートルの舗装林道である。晴れた日には石鎚連峰はもとより、土佐湾まで見渡すことができる。瓶ヶ森から5キロメートル下った石鎚山側にシラサ峠山荘（標高1,406メートル・休業中）があり、これより西側は愛媛県側となる。

## 概要
面河渓から石鎚山山頂へ結ぶ石鎚スカイラインの東側に位置する石鎚山脈の尾根沿いの延長約27キロメートル (km) の舗装林道。東側の起点は、いの町道一の谷寒風線(国道194号旧道)・旧寒風山トンネル（寒風山隧道）の入口付近にあり、西側の終点は県道12号西条久万線（石鎚スカイライン）の終点につながる。高知県と愛媛県の県境にそびえる瓶ヶ森・東黒森・西黒森・伊予富士といった標高約1800メートル級の峰づたいに道路が伸び、西にあるシラサ峠・よさこい峠を通る。さえぎるものが無いため、四国山地の山並みを一望する絶景のドライブコースとしても知られ、北側の視界が開けるところでは瀬戸内海まで遠望することができる。
俗称でもある「UFOライン」の名称は、未確認飛行物体の目撃情報が多いことと、「雄峰」をかけてからつけられた呼び名だといわれる。

## 路線状況
道路にセンターラインは無く、全線が舗装されている。冬季閉鎖があり、例年11月30日（通行は前日の29日まで）から4月中より下旬頃まではゲートが閉鎖され通行不可となる。特に展望台といったものはないが、時々広い駐車場があり、壮大な山々の風景を望める。

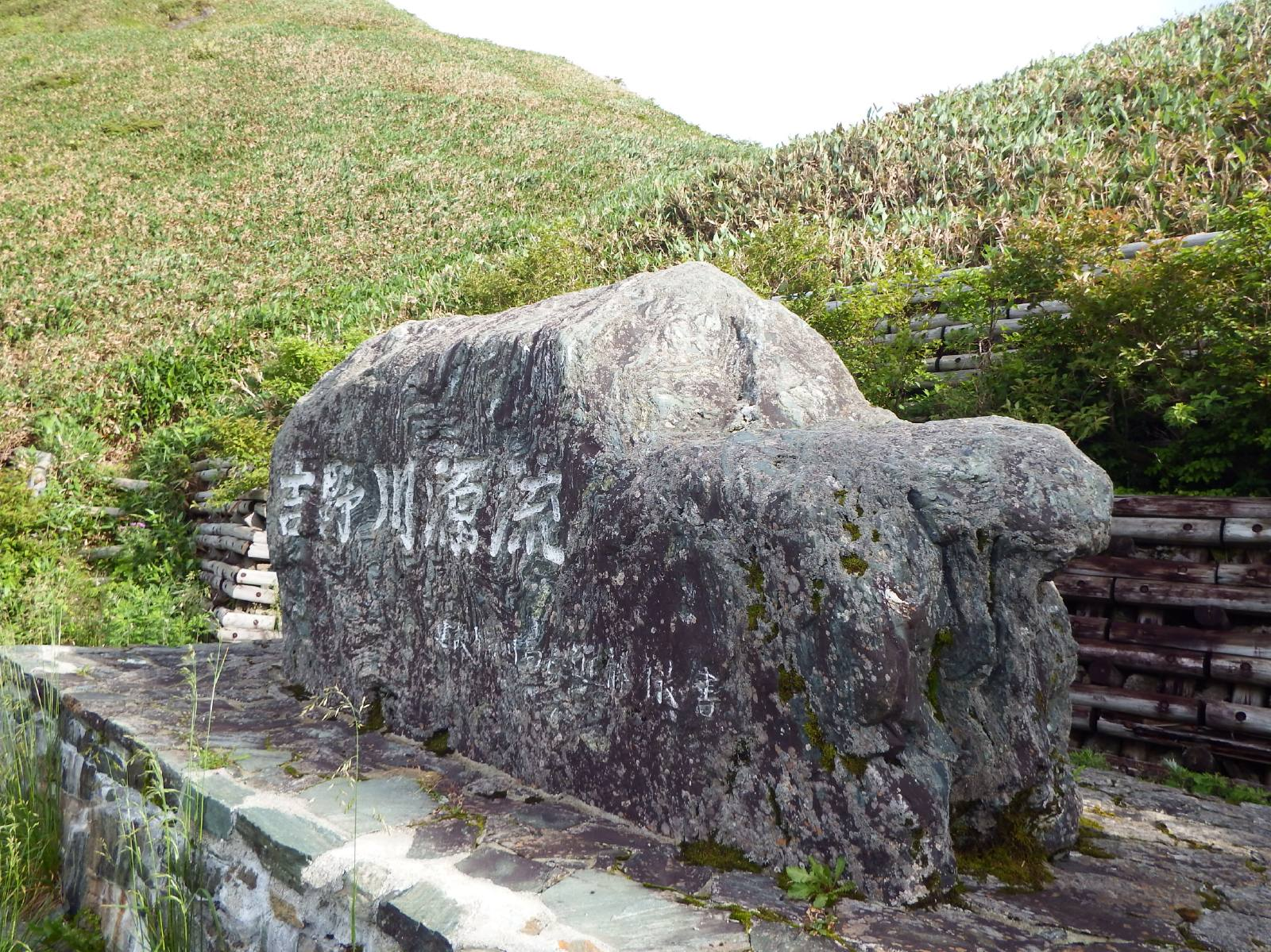
吉野川源流の碑
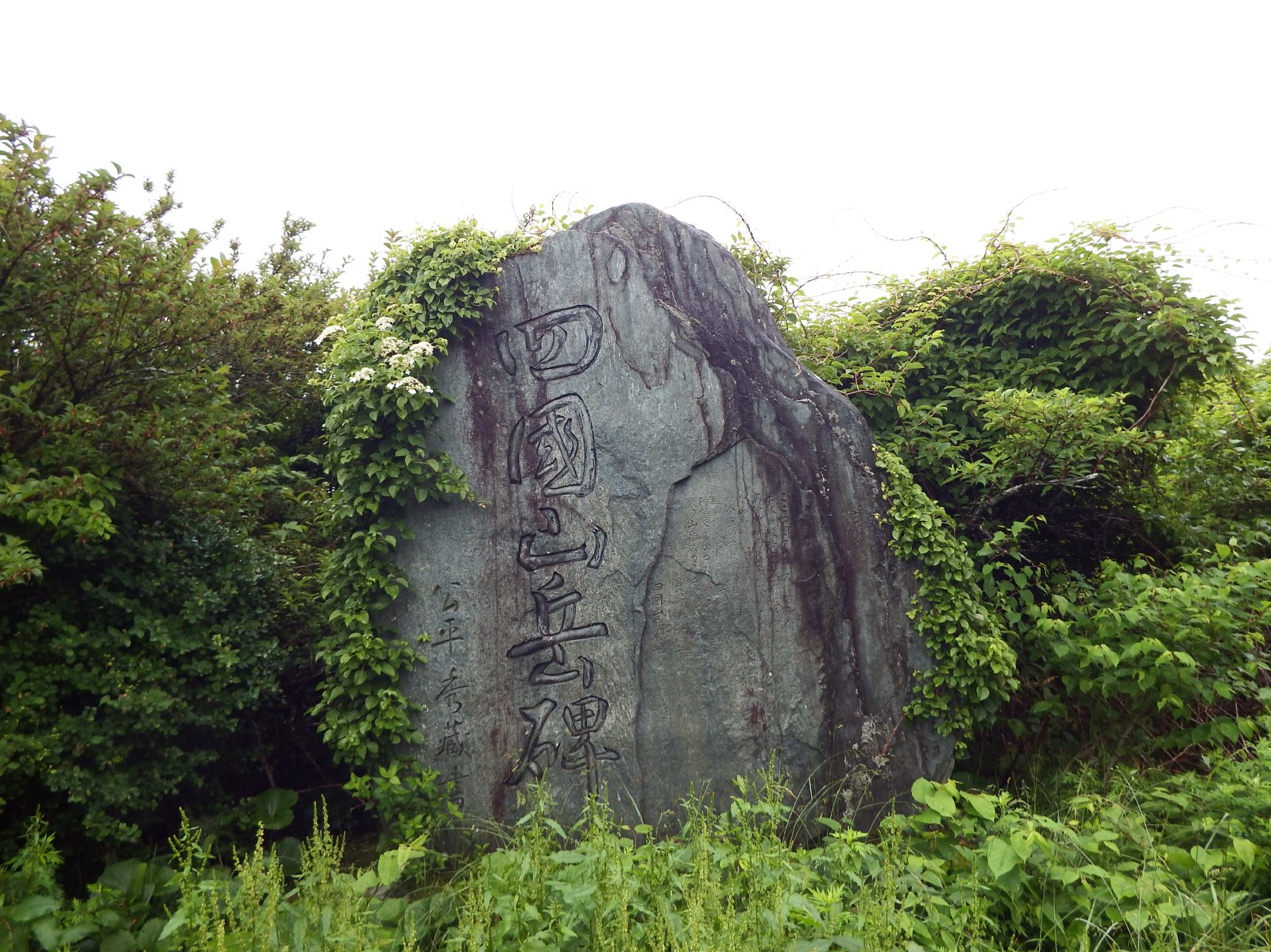
四国山岳碑
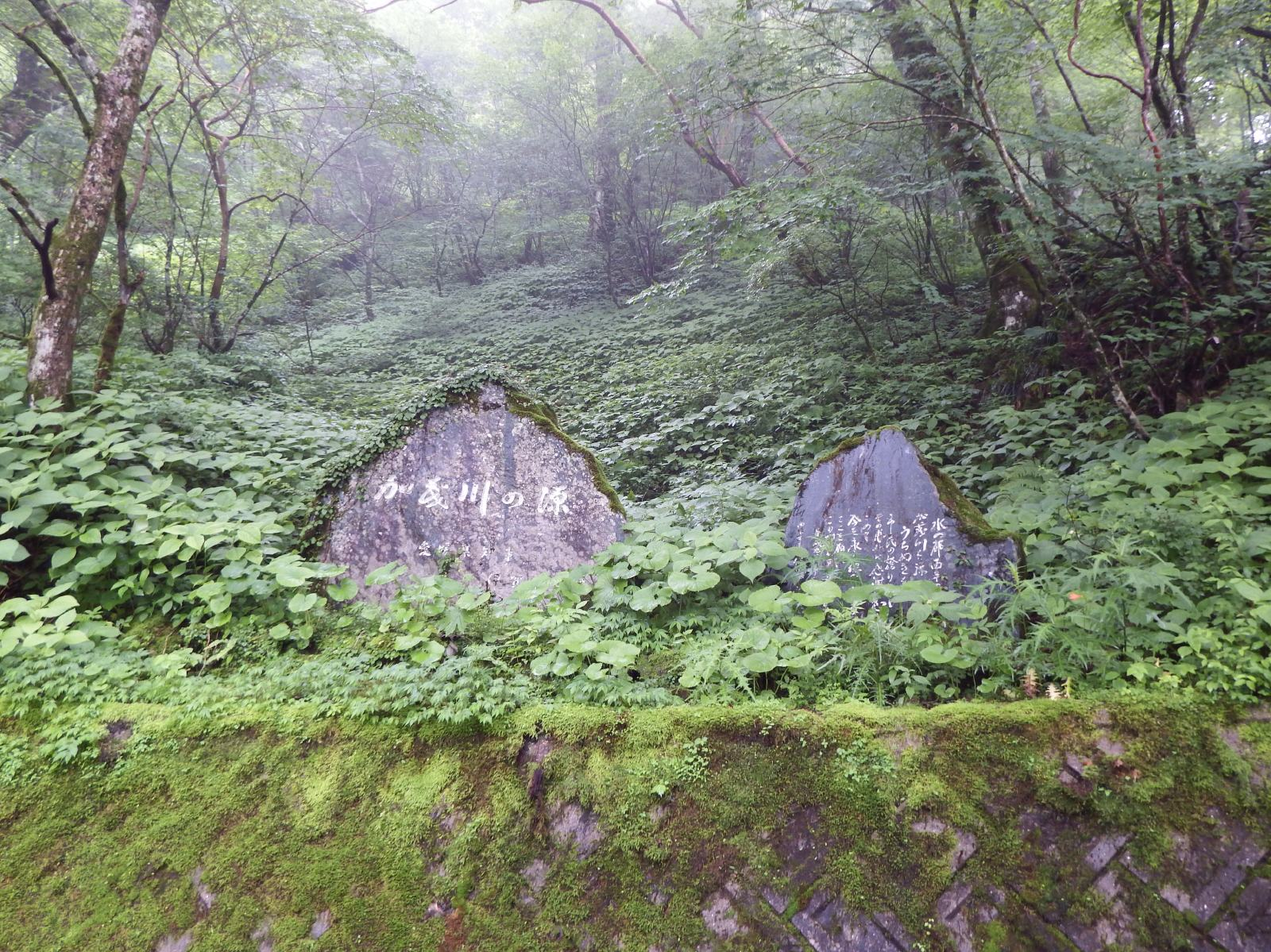
加茂川源流の碑

## 地理

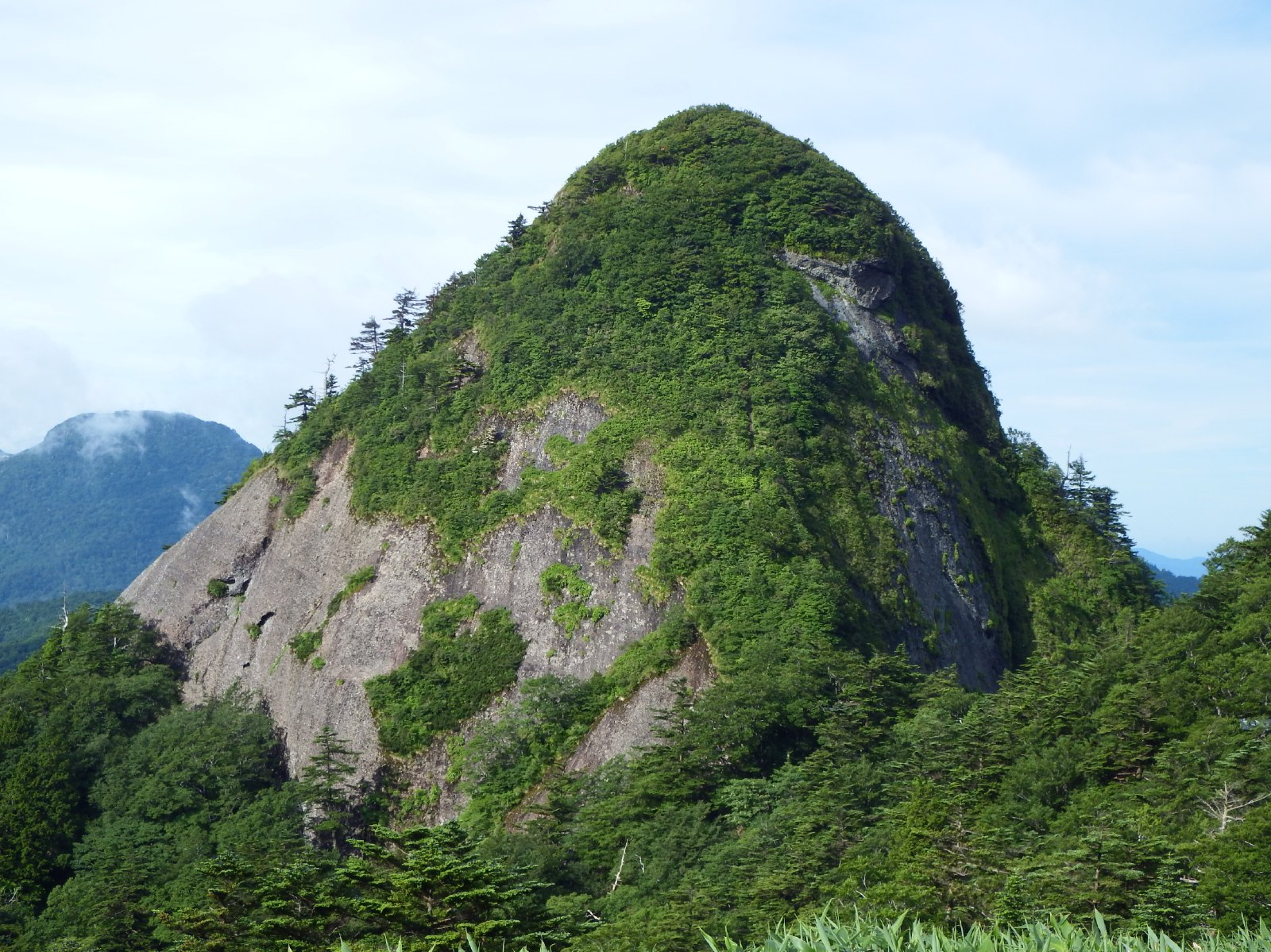
瓶ヶ森林道から望む子持権現山

瓶ヶ森（かめがもり）は、四国山地西部の石鎚山脈に属し、石鎚山の東北東に位置する標高1897メートルの山である。山頂付近はなだらかな平原となっていて、瓶ヶ森線（UFOライン）は瓶ヶ森の稜線沿いに標高1300 - 1700メートル付近を走る道路である。瓶ヶ森、伊予富士、東黒森、西黒森、子持権現山の山頂が見られ、最短でそれらの頂上に至る登山口がある。また、吉野川源流の碑や四国山岳碑や加茂川源流地点がある。南方に太平洋を遠望できるときもある。春はアケボノツツジやシャクナゲの開花、夏は新緑、秋は紅葉が美しいところでも知られている。

## 周辺
- 石鎚山
- 石鎚スカイライン
- 瓶ヶ森
- 東黒森
- 西黒森

## CM
2018年、トヨタ自動車のCM（トヨタ・カローラスポーツ。中条あやみ、菅田将暉出演）でロケ地となり知名度が高まった。